# Cercle de Koutiala
Le cercle de Koutiala est une circonscription administrative malienne subdivision de la région de Koutiala.

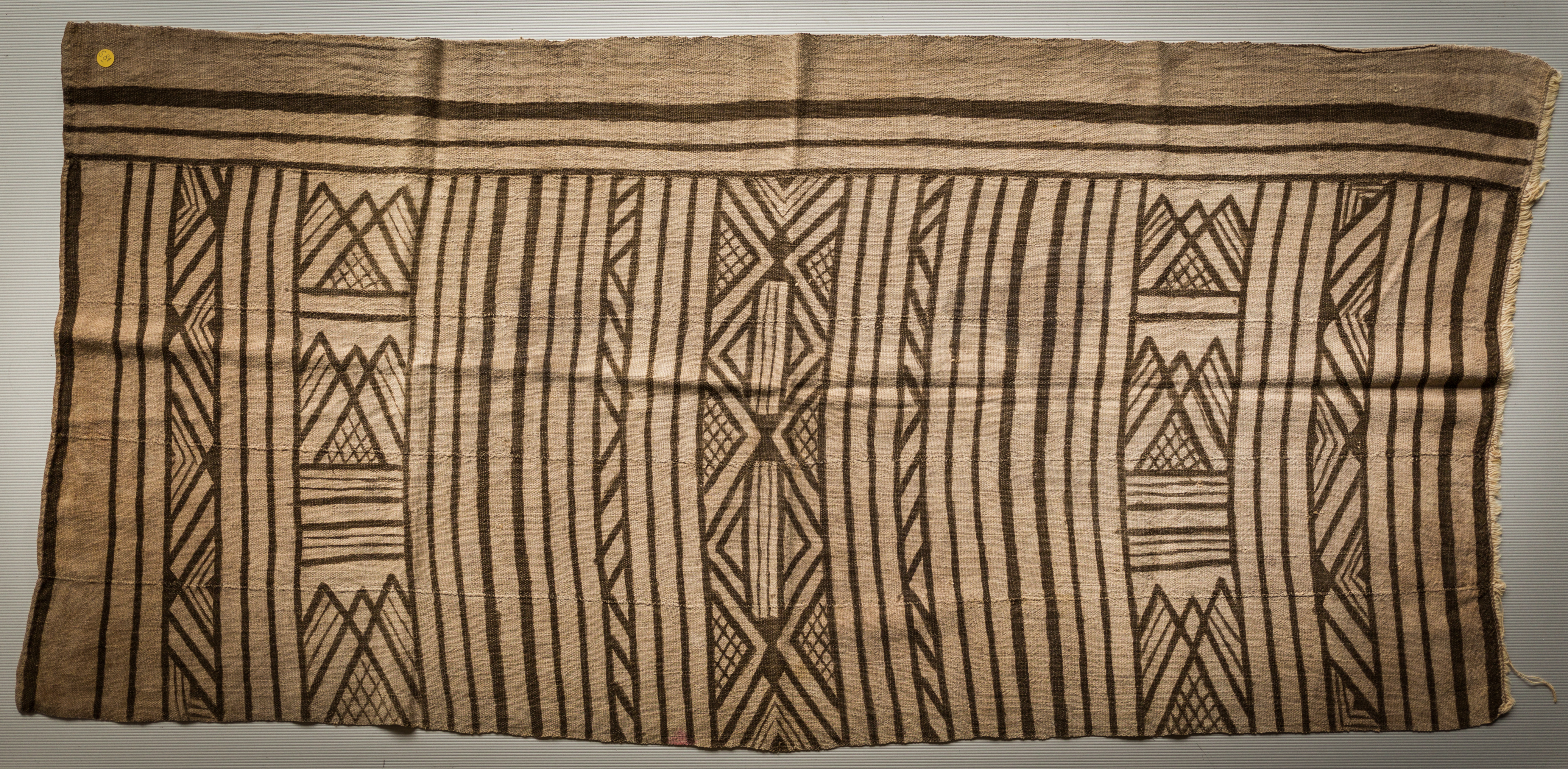
Pagne minianka du cercle de Koutiala

## Histoire
Le cercle de Koutiala est créé par arrêté du 26 décembre 1899, dans le 2e territoire militaire de l'Afrique occidentale française.
Lors de la réforme administrative de 2023, le cercle de Koutiala est versé dans la région de Koutiala instaurée depuis 2012, 24 communes sont soustraites du cercle de Koutiala; 8 pour former le cercle de M'Pessoba : M'Pessoba, Kafo Faboli, Karagouana Mallé, N'Tossoni, Tao, Zanina, Miéna, Fakolo; 4 pour former le cercle de Mobala :  Koningué, Kapala, Diouradougou Kafo, Gouadié Sougouna; 3 pour former le cercle de Konséguéla : Konséguéla, Diédougou, Konina; 3 pour former le cercle de Zangasso : Zangasso, Sinkolo, Fagui. Le cercle de Koutiala conserve 12 communes.

## Population
La population est composée essentiellement de Miniankas, Bambaras, Peuls, Bobos, Dogons, Sarakolés et Sénoufos.

## Subdivisions
Avant 2023, le cercle compte 36 communes : Diédougou, Diouradougou Kafo, Fagui, Fakolo, Gouadji Kao, Goudié Sougouna, Kafo Faboli, Kapala, Karagouana Mallé, Kolonigué, Konigué, Konina, Konséguéla, Koromo, Kouniana, Koutiala, Logouana, Miéna, M'Pessoba, Nafanga, Nampé, N'Golonianasso, N’Goutjina, Niantaga, N'Tossoni, Sincina, Sinkolo, Songo-Doubacoré, Songoua, Sorobasso, Tao, Yognogo, Zanfigué, Zangasso, Zanina et Zébala.
Depuis 2023, le cercle codé en 1601, est divisé en 3 arrondissements, 12 communes et 85 VFQ : villages, fractions ou quartiers.
| Code   | Arrondissement                     |
| ------ | ---------------------------------- |
| 160101 | Arrondissement central de Koutiala |
| 160102 | Arrondissement de Zébala           |
| 160103 | Arrondissement de Diaramana        |

| Code     | Commune         | Chef-lieu      | VFQ |
| -------- | --------------- | -------------- | --- |
| 16010101 | Koutiala        | Koutiala       | 21  |
| 16010102 | Logouana        | Léléni         | 5   |
| 16010103 | Nafanga         | Karangasso     | 6   |
| 16010104 | Nampé           | Baramba        | 4   |
| 16010105 | N'Golonianasso  | N'Golonianasso | 10  |
| 16010106 | N'Goutjina      | N'Goutjina     | 8   |
| 16010107 | Sincina         | Sincina        | 7   |
| 16010108 | Songo-Doubacoré | Oula           | 10  |
| 16010109 | Songoua         | Sirakélé       | 3   |
| 16010110 | Yognogo         | Famoussasso    | 3   |
| 16010201 | Zébala          | Zébala         | 8   |
| 16010301 | Diaramana       | Diaramana      | 17  |